# Raveniola hyrcanica
Espèce
Raveniola hyrcanica est une espèce d'araignées mygalomorphes de la famille des Nemesiidae.

## Distribution
Cette espèce est endémique d'Azerbaïdjan. Elle se rencontre dans les monts Talych.

## Description
Le mâle holotype mesure 17,9 mm.
Le mâle décrit par Zonstein, Kunt et Yağmur en 2018 mesure 21,90 mm et la femelle 28,50 mm.

## Étymologie
Son nom d'espèce lui a été donné en référence au lieu de sa découverte, l'Hyrcanie.

## Publication originale
- Dunin, 1988 : Mygalomorphic spiders (Aranei, Mygalomorphae) of Azerbaidjan. Zoologicheskii Zhurnal, vol. 67, no 8, p. 1245-1248.